# Victoria Park (Dingwall)
Global Energy Stadium stadion piłkarski, położony w szkockim mieście Dingwall, Wielka Brytania. Oddany został do użytku w 1929 roku. Od tego czasu swoje mecze na tym obiekcie rozgrywa zespół Ross County F.C. Jego pojemność wynosi 6 300 miejsc.